# Sterndamm
Der Sterndamm ist eine Hauptverkehrsstraße im Berliner Bezirk Treptow-Köpenick. Er verläuft durch die Ortsteile Niederschöneweide und Johannisthal. Die Bebauung entlang des Verkehrswegs entstand in mehreren Abschnitten vom letzten Viertel des 19. Jahrhunderts bis in die 1990er Jahre. Der Sterndamm gehört vollständig zum Radvorrangnetz des Berliner Radverkehrsnetzes.

## Lage und Verlauf
Ein kleiner Abschnitt des Sterndamms (Grundstücke 1 und 2) ist dem Ortsteil Niederschöneweide zugeordnet. Er verläuft von der Michael-Brückner-Straße (B 96a) unter den Bahnbrücken hindurch südwärts. Der wesentlich größere Abschnitt mit 2380 Metern liegt im Ortsteil Johannisthal zwischen der Wendeschleife für Bus und Straßenbahn am Bahnhof Schöneweide und der Stubenrauchstraße im Süden. Dazu gehören die Grundstücke 4–256 (gerade) und 7–257 (ungerade) in zickzackförmiger Hausnummernzählung.
Unter der S-Bahn-Brücke gibt es aktuell zwei Fahrstreifen. Nach Abschluss der Sanierung des Bahnhofs Schöneweide werden drei Fahrstreifen für den Autoverkehr zur Verfügung stehen. Ab der Wendeschleife ist der Sterndamm vierstreifig angelegt. Hier gibt es beidseitig Radverkehrsanlagen. Südlich der Kreuzung Sterndamm/Südostallee liegt die Straßenbahntrasse auf einem breiten begrünten Mittelstreifen. Beidseitig befinden sich Wohn- und Geschäftsgebäude aus den 1950er und 1960er Jahren. Weiter südlich, ab der Kreuzung Sterndamm/Königsheideweg, führt der Sterndamm durch das Zentrum von Johannisthal als zweistreifige Straße. Hier wird die Straßenbahn zusammen mit dem Autoverkehr auf gemeinsamer Trasse geführt, zwischen Winckelmannstraße und Johannes-Werner-Straße verläuft die Trasse eingleisig als Teil der Wendeschleife Haeckelstraße.
Kurz vor und am Südostschwenk des Sterndamms Richtung Stubenrauchstraße folgt nochmals ein Mittelstreifen. Der südöstliche Ast zur Stubenrauchstraße ist eine breite Asphaltstraße, teilweise mit Grünflächen und Parkplätzen vor den Wohnhäusern der 1960er und (nördlich) der 1970er Jahre.

## Namensgebung und Geschichte

### 19. Jahrhundert bis 1945

Rathaus Johannisthal am Königsplatz, 1906

Bereits im Zusammenhang mit den ersten festen Wohnbauten wurde ein Nord-Süd-Verkehrsweg angelegt, der vom damaligen Bahnhof Neuer Krug – Johannisthal der Görlitzer Bahn abging. Er tangierte den historischen Ortskern und war großzügig als Korso ausgelegt. Aus dem Jahr 1908 sind entsprechend konkretisierte Wegeplanungen bekannt, jedoch kein offizieller Name.
Die Bezeichnung Sterndamm erfolgte nach dem sternförmigen Platz, auf den früher verschiedene Wald- und Fußwege führten, die von den Kolonisten in Johannisthal angelegt worden waren. Im beginnenden 20. Jahrhundert mündeten die Straßen Im Brombeerwinkel, Breiter Weg, Ecksteinweg, Groß-Berliner Damm und Sterndamm hier.
Der Platz ganz in der Nähe des Bahnhofs erhielt um 1914 den Namen Sternplatz und kennzeichnete damit auch den Standort eines früheren „Stern“ genannten Forsthauses. Im Jahr 1916 war die Terrain-Aktiengesellschaft am Flugplatz Johannisthal Eigentümer der Grundstücke Sternplatz 4–6.
Um 1916 erhielt der Straßenbereich zwischen Gemarkung Niederschöneweide/Sternplatz und der Stubenrauchstraße (jetzt: Königsheideweg, nicht mit der Trasse der heutigen Stubenrauchstraße identisch) den Namen „Sterndamm“; er umfasste aber zuerst wenige bebaute Parzellen: Sterndamm 3 „Eisenbahn-Beamtenhaus“, „Villa Bortz“ und das Restaurant „Einsiedler“. Die südliche Fortsetzung des Verkehrswegs war die Kaiser-Wilhelm-Straße.
Um 1918 hob man die Bahnstraße auf, die die damalige Grünauer Straße (heute: Michael-Brückner-Straße) mit dem Sterndamm durch den bis 1906 errichteten Bahndamm der Görlitzer Bahn unmittelbar am Bahnhof verbunden hatte und bezog sie ab 1922 in den Sternplatz ein. Hier befand sich u. a. ein Chausseehaus im Besitz des Landkreises Teltow, ab 1920 im Eigentum der Stadt Berlin.
Mit der Bildung von Groß-Berlin im Jahr 1920 kam Johannisthal zum Verwaltungsbezirk Treptow.
1930 wurden die Parzellen des Sterndamms erstmals nummeriert. Gleichzeitig erfolgte die Umnummerierung des Sternplatzes (nun: 1–18). Zu dieser Zeit hatte der als Kirchenarchitekt bekannt gewordene Josef Bachem am Sternplatz 4 sein Atelier. Im Jahr 1940 traten weitere Hausnummern für Neubauten hinzu (19–27).

### 1945 bis in die 1960er Jahre
In den Jahren 1950 und 1951, als in der DDR-Zeit zahlreiche Straßen, die an Monarchen oder Militärs erinnerten, neue Namen erhielten, wurde die südwärts weiterführende Kaiser-Wilhelm-Straße zwischen Königsheideweg und Lindhorstweg in den Sterndamm einbezogen. Gleichzeitig mit diesem Straßenzug verschwanden der Sternplatz, der Kaiser-Wilhelm-Platz (seit 2003: Albineaplatz) sowie der Königsplatz aus dem Straßenverzeichnis.
Anfang der 1960er Jahre wurde der Wohnkomplex Johannisthal-Süd auf dem Gelände der damaligen Kleingartenanlage Buschkolonie errichtet. Für seine Erschließung wurde der Sterndamm bis zur Stubenrauchstraße verlängert.

### 2000er Jahre bis heute
Um den Sterndamm verkehrlich zu beruhigen, wurde der parallel zum Sterndamm verlaufende Segelfliegerdamm ausgebaut, um einen großen Teil des übergeordneten Verkehrs über ihn umzuleiten. Im Jahr 2020 wurde auf Teilabschnitten des Sterndamms Tempo 30 zur Verkehrsberuhigung eingeführt. 

## Bauwerke und Weiteres

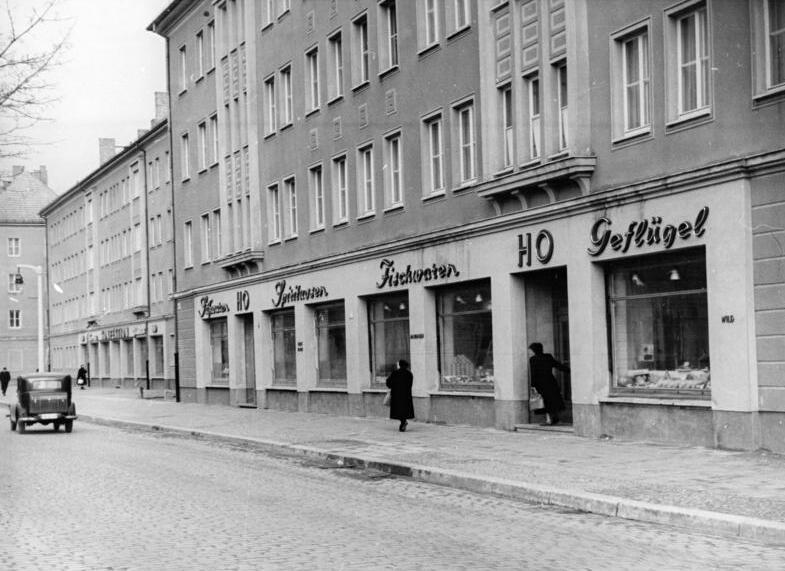
HO-Verkaufsstelle am Sterndamm 57, 1956

### Ostseite: Ungerade Hausnummern (1–257)
- In der DDR-Zeit war die Volksbuchhandlung „J. R. Becher“ am Sterndamm 45 eine bekannte Verkaufseinrichtung.
- Sterndamm 55 ist die Adresse der 2007 gegründeten Jungen Kirche Berlin (JKB), einer evangelischen Vereinigung, die zur Berliner Stadtmission gehört und gleichzeitig Teil der Evangelischen Kirche Berlin-Brandenburg-schlesische Oberlausitz ist (EKBO). Die Gemeinde will vor allem junge Menschen mit dem christlichen Glauben vertraut machen.[8]
- Das in den späten 1920er Jahren eröffnete Kino Astra ist erhalten und befindet sich als Astra Filmpalast unter der Adresse Sterndamm 69 (ursprünglich: Parkstraße 26).
- Baudenkmale Wohngebäude Sterndamm 85 und 87.
- Vor den Häusern Sterndamm 127/129 wurde 1967 in einer Grünanlage die Eisenplastik Russisches Mädchen („Im Feld“) des Bildhauers Jefim Gendelmann aufgestellt.[9]

### Westseite: Gerade Hausnummern (2–256)
- Das am Sternplatz 2–6 (später: Sterndamm) historisch entstandene Eisenbahnerhaus ist noch vorhanden. Es ist in typischer Backsteinarchitektur gehalten und mit einigen weißen Putzflächen sparsam gestaltet. Es besitzt drei Etagen, angedeutete Bogenfenster und die Zugänge von der straßenabgewandten Seite.

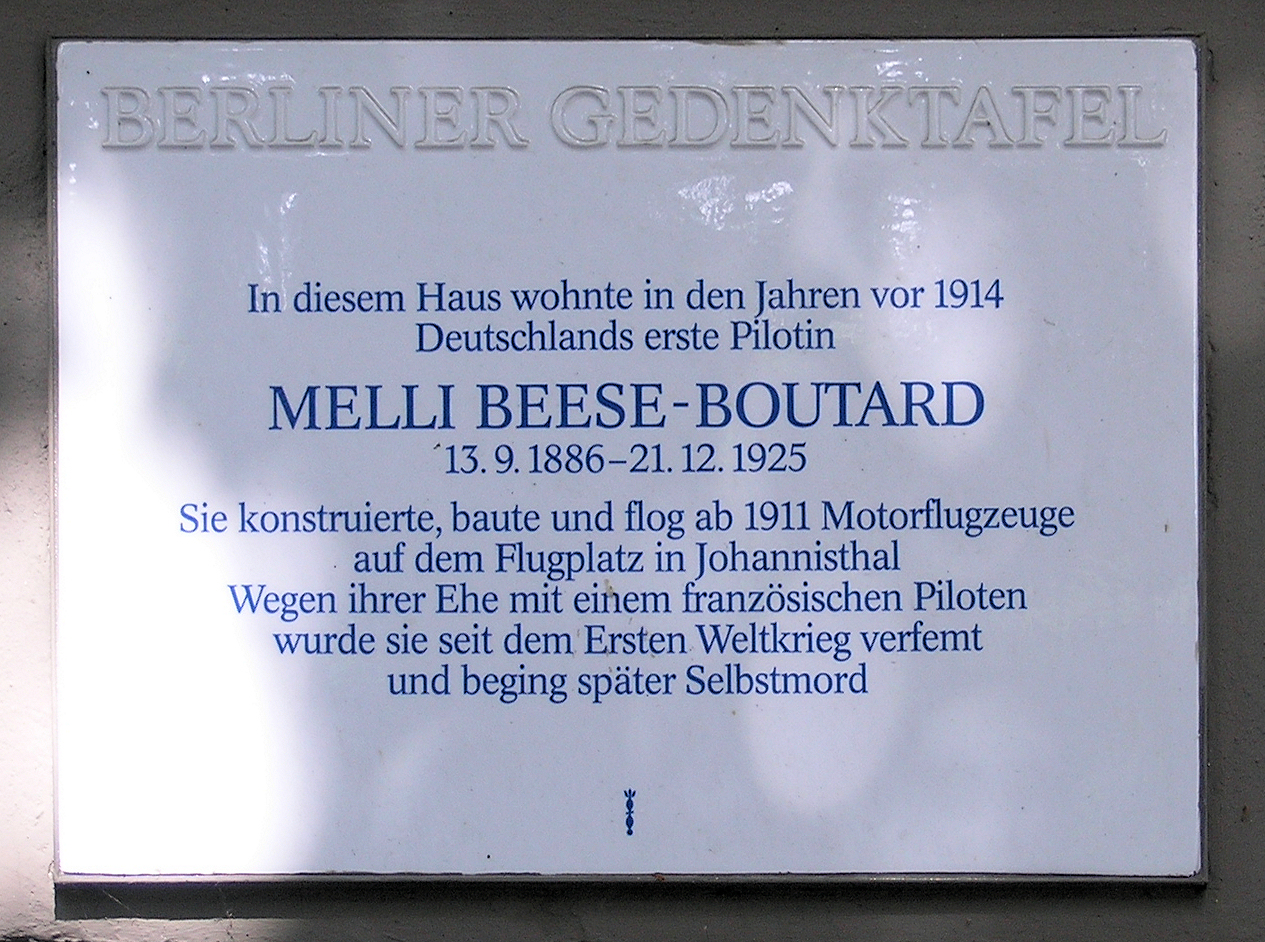
Gedenktafel für Melli Beese

- Sterndamm 82: Hier wohnte bis 1914 Melli Beese, eine bekannte deutsche Luftfahrtpionierin. Eine Berliner Gedenktafel an diesem Gebäude verweist darauf.[10]
- Warmbadeanstalt Sterndamm 84: gelber Verblend-Ziegelbau mit hohem verputztem Sockel, dessen seitlicher Treppenaufgang zu einer hölzernen Veranda führt. Das Haus wurde im Jahr 1984 restauriert.[11]
- Gebäude um den früheren Königsplatz (heute: Sterndamm 84–90)[12]
Dazu zählen:
  - Bedürfnisanstalt vor Sterndamm 84[13]
  - Sterndamm 86a–d: Wohnhauskomplex
  - Wohngebäude Sterndamm 88 („Landhaus Bella Vista“, um 1880 errichtet):
Auffälligstes Merkmal ist das Obergeschoss mit Ziegelausfachung[10]
  - Pfarrhaus Sterndamm 90 / Heubergerweg 1:
Das eingeschossige verputzte Wohnhaus entstand 1879–1880 nach Plänen des Gemeindebaumeisters Robert Buntzel. Es ist in fünf Achsen mit seitlichen Quergiebeln ausgeführt und besitzt ein mit Brettern verkleidetes ausgebautes Dachgeschoss.[14]
- Am Sterndamm 92 befindet sich die Evangelische Kirche Johannisthal. Das Gebäude ist der ehemalige Ballsaal eines Ausflugslokals aus dem 19. Jahrhundert, das im Ersten Weltkrieg als Offizierskasino und später als Kino gedient hatte. Die 1892 gegründete Kirchengemeinde erwarb das Gebäude 1921. Der Kirchsaal wurde 1960 und 1976 renoviert und umgebaut.
- Am Sterndamm 102 (ein Parallelarm der Straße, zuerst Königsplatz 1) Ecke Hoevelstraße steht das denkmalgeschützte historische Rathausgebäude der früheren Landgemeinde Johannisthal.[15] In der DDR-Zeit befand sich darin die Volkspolizei-Inspektion Treptow. Das Gebäude ist ein 1906 fertiggestellter dreigeschossiger Putzbau mit hohem Sockelgeschoss in Formen der Neorenaissance. Schmuckgliederungen aus hellem Sandstein lockern die Fassade auf. Ursprünglich besaß das Haus einen Dachturm, der später abgebaut wurde. Über der Nordseite zur Hoevelstraße bestimmen zwei hohe Ziergiebel das Äußere. In der dem Sterndamm zugewandten Seite befindet sich die Rathausuhr.[10] Seit den späten 1990er Jahren wird der Baukomplex vom Heimatmuseum Treptow-Köpenick genutzt.
- Sterndamm 114/116/118/120 einschließlich Eckbau zur Megedestraße: Hier entstand im Jahr 1928 ein viergeschossiger Wohntrakt mit Satteldach und Rundbogen-Loggien in den oberen Etagen. Der Komplex war in der DDR-Zeit als Baudenkmal ausgewiesen.
- Am Sterndamm 200a hat sich die Wohnungsgenossenschaft Johannisthal eG etabliert.
- In einer kleinen Grünanlage fand zusammen mit den Neubauten der 1960er Jahre hier ein Denkmal für die Trümmerfrauen, gestaltet von Gerhard Thieme, seinen Platz.

Im gesamten Nordbereich des Sterndamms haben sich in den 2010er Jahren Cafés, Imbissstuben und Restaurants eingerichtet. Darüber hinaus gibt es unter anderem Reisebüros, Dienstleister und Apotheken.

## Verkehr
Seit 1868 bestand am nördlichen Straßenende ein Zugangspunkt zur Görlitzer Bahn unter dem Namen Neuer Krug. Der Haltepunkt wurde 1874 in Neuer Krug-Johannisthal und 1896 in Niederschöneweide-Johannisthal umbenannt. Seit 1929 trägt er den Namen Bahnhof Berlin-Schöneweide. Der elektrische Betrieb wurde 1928 aufgenommen. Der Bahnhof wird von der Berliner S-Bahn und dem Regionalverkehr bedient.
Die Berliner Ostbahnen eröffneten 1913 eine elektrische Straßenbahnlinie auf dem Sterndamm. Sie verband Johannisthal mit Friedrichsfelde. Aktuell (Stand: 2022) befährt die Straßenbahnlinie 60 zwischen Johannisthal und Friedrichshagen diese Strecke. Zudem verbinden die ebenfalls auf dem Sterndamm verkehrenden Buslinien M11, X11 und 160 Johannisthal mit dem S-Bahnhof Schöneweide und anderen Teilen der Stadt.